# فرانک گریفین (بازیکن فوتبال اهل انگلستان)
فرانک گریفین (انگلیسی: Frank Griffin; ۲۸ مارس ۱۹۲۸ – ۴ ژوئن ۲۰۰۷) بازیکن فوتبال اهل بریتانیا بود.
از باشگاه‌هایی که در آن بازی کرده‌است می‌توان به باشگاه فوتبال وست برومویچ آلبیون، باشگاه فوتبال نورث‌همپتون تاون، و باشگاه فوتبال شروزبری تاون اشاره کرد.